# SN 1995Y
SN 1995Y – supernowa typu Ia odkryta 28 sierpnia 1995 roku w galaktyce NGC 410. W momencie odkrycia miała maksymalną jasność 18,00m.